# Militär anläggning

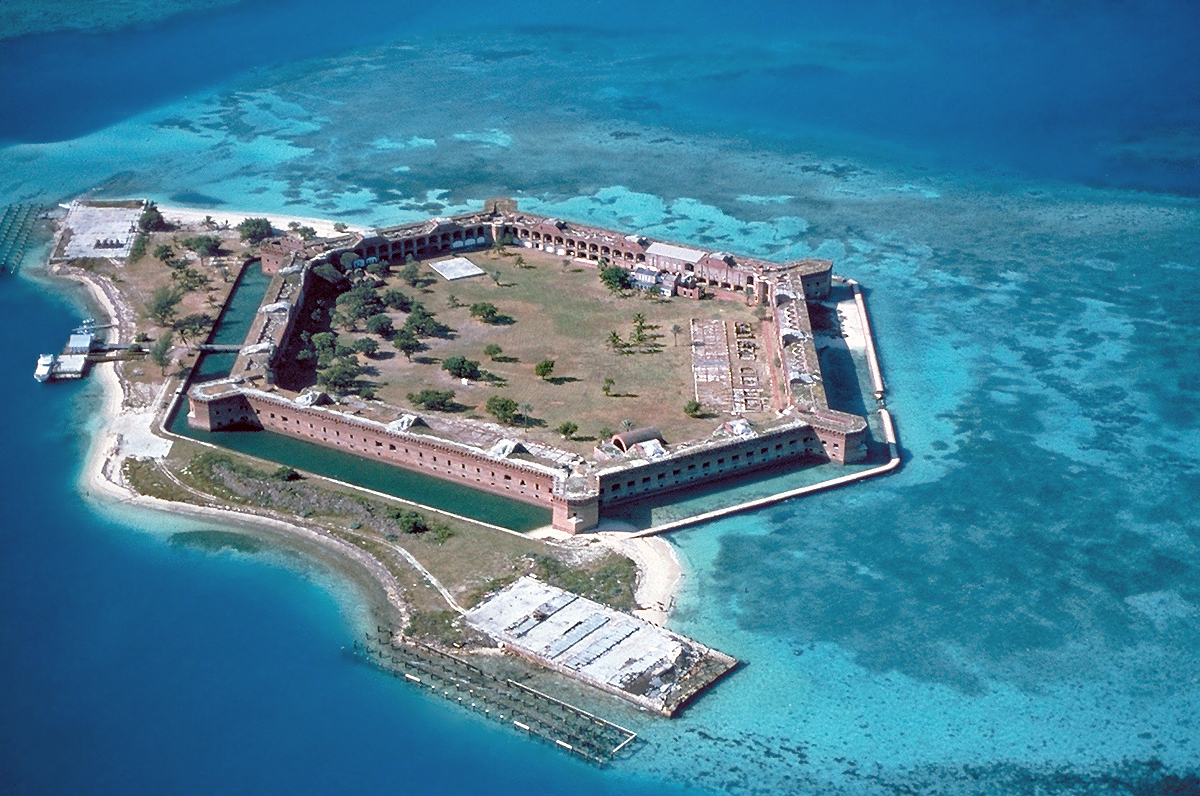
Detta är den militära anläggningen Fort Jefferson som ligger i Florida

En militär anläggning eller militärbas är en militär installation som inhyser militärer, fordon och materiel till dessa.